# Nassauer
Ein Nassauer ist eine Person, die sich ohne Gegenleistung von anderen Personen aushalten lässt, beispielsweise indem sie bei jemandem wohnt, ohne Miete zu zahlen oder ständig dort isst, ohne irgendetwas zur Mahlzeit beizutragen.
Er unterscheidet sich vom Schnorrer dadurch, dass er sich kontinuierlich über einen längeren Zeitraum aushalten lässt, während der Schnorrer immer nur wiederholt um kleine Gaben bittet. Er ist kein Betrüger, da sein Handeln für alle Beteiligten offen sichtbar ist.

## Etymologische Hypothese
„Nassauer“ als Bezeichnung für eine Person, die dauerhaft Leistungen ohne Gegenleistung in Anspruch nimmt, ist in dieser Bedeutung 1864 für Berlin bezeugt. Das Wort könnte eine scherzhafte Umbildung des Berliner Ausdrucks nass sein, der „umsonst“ bedeutet. Der berlinerische Ausdruck stammt aus dem rotwelschen nassen, der sich aus dem westjiddischen nossenen ableitet und „schenken“ bedeutet.
Möglicherweise hat also der Begriff „Nassau“ selbst, der unter anderem die Stadt Nassau an der Lahn, das Adelsgeschlecht Haus Nassau und mehrere historische Staatswesen wie das Herzogtum Nassau und die Preußische Provinz Hessen-Nassau bezeichnet – deren Einwohner also in anderer Bedeutung ebenfalls als „Nassauer“ bezeichnet werden – keinen direkten inhaltlichen Bezug zum Nassauern.

## Herkunftslegende

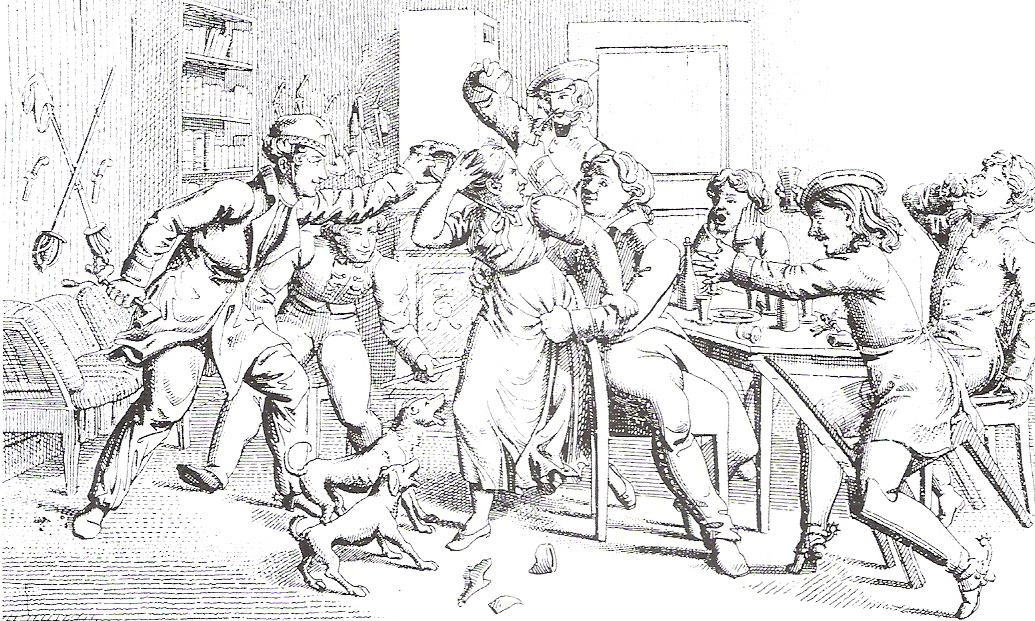
Die Aufwärterin (Serviererin) umringt von Studenten

Die verbreitete Geschichte vom Freitisch der Nassauer Studenten gilt als eine nachträglich erfundene Herkunftslegende.
Da das Herzogtum Nassau über keine eigene Universität verfügte, schloss Herzog Wilhelm von Nassau-Weilburg am 29. Oktober 1817 einen Staatsvertrag mit dem Königreich Hannover. Die Königlich Hannoversche Georg-August-Universität Göttingen wurde dadurch zur Nassauischen Landesuniversität. Um den Studenten einen Anreiz zur Aufnahme des Studiums im 200 bis 300 Kilometer entfernten Göttingen zu bieten, gewährte der Herzog über den Nassauischen Zentralstudienfonds Stipendien in Form einer unentgeltlichen Verköstigung.
Die Stipendiaten konnten also bei einem Göttinger Vertragswirt kostenlos essen. Nutzte ein Nassauer Student dieses Angebot nicht, nahm – so die Legende – häufig ein Fremder, Unbefugter, der sich als Nassauer ausgab, dessen Platz und das freie Mahl ein. Dadurch seien die studentischen Ausdrücke „nassauern“ und „Nassauer“ entstanden. Diese Wörter bezögen sich also auf ungebetene Gäste, die auf Kosten und anstelle anderer, nämlich der Nassauer, gegessen und getrunken hätten.